# Riama yumborum
Espèce
Riama yumborum est une espèce de sauriens de la famille des Gymnophthalmidae.

## Répartition
Cette espèce est endémique d'Équateur. Elle se rencontre dans la province de Pichincha. 

## Description
Les 4 spécimens adultes mâles observés lors de la description originale mesurent entre 51,5 mm et 59,1 mm de longueur standard et le spécimen adulte femelle observé lors de la description originale mesure 53,7 mm de longueur standard.

## Étymologie
Cette espèce est nommée en l'honneur des Yumbos.

## Publication originale
- Aguirre-Penafiel & Torres-Carvajal, Sales Nunes, Peck & Maddock, 2014 : A new species of Riama Gray, 1858 (Squamata: Gymnophthalmidae) from the Tropical Andes. Zootaxa, no 3866 (2), p. 246–260 (texte intégral).